# Resolutie 1203 Veiligheidsraad Verenigde Naties
Resolutie 1203 van de Veiligheidsraad van de Verenigde Naties werd met 13 stemmen voor en de twee onthoudingen van China en Rusland aangenomen door de VN-Veiligheidsraad op 24 oktober 1998, en riep op het conflict in Kosovo op vreedzame wijze op te lossen. De rechtstreekse aanleiding voor het opstellen van VN-resolutie 1203 was de massamoord in Gornje Obrinje op 27 september 1998.

## Achtergrond
Toen Joegoslavië begin jaren 1990 uiteenviel ontstond een bloedige oorlog onder de voormalige deelrepublieken, waarvan de meeste onafhankelijk werden. Eén daarvan was de confederatie Servië en Montenegro, met haar zuidelijke provincie Kosovo. Het overgrote deel van de Kosovaarse bevolking bestaat uit Albanezen, waardoor de provincie onder Joegoslavië een grote autonomie kende. Die werd na het uiteenvallen door Servië ingetrokken, waarna het verzet tegen het land aangroeide. In 1996 nam het Kosovaarse Bevrijdingsleger de wapens op. Na internationale tussenkomst kwam Kosovo onder VN-bestuur te staan, en in 2008 verklaarde het zich onafhankelijk.

## Inhoud

### Waarnemingen
Op 16 oktober was er in Belgrado een akkoord getekend tussen Servië en Montenegro en de OVSE voor een verificatiemissie in Kosovo. Een dag voordien was al een akkoord bereikt met de NAVO voor een luchtverificatiemissie boven Kosovo. Ook secretaris-generaal Kofi Annan stuurde een missie om de situatie in Kosovo in te schatten.
Het conflict in Kosovo moest vreedzaam worden opgelost onder meer door de provincie meer autonomie te geven. Het geweld, de terreur en de levering van wapens en opleiding aan terroristen in Kosovo werden veroordeeld. Servië en Montenegro hadden recent de onafhankelijke media in het land gesloten. Ook was nog steeds
een humanitaire catastrofe in de maak in Kosovo.

### Handelingen
De Veiligheidsraad eiste dat Servië en Montenegro de twee gesloten akkoorden meteen en volledig uitvoerde. Ook moesten zij en de Kosovaars-Albanese leiders meewerken met de OVSE- en de NAVO-missie. Beiden moesten ook dringend in dialoog treden om de crisis op te lossen en meewerken met de internationale inspanningen om de humanitaire situatie te verbeteren. De Kosovaars-Albanezen moesten ook de terreur afzweren en hun doelstellingen op vreedzame wijze nastreven. Verder hadden alle vluchtelingen het recht om veilig naar hun huizen terug te keren. Alle misdaden die tegen de bevolking waren gepleegd moesten worden onderzocht en er werd opgeroepen om volledig mee te werken met het Joegoslavië-tribunaal.

## Verwante resoluties
- Resolutie 1191 Veiligheidsraad Verenigde Naties
- Resolutie 1199 Veiligheidsraad Verenigde Naties
- Resolutie 1207 Veiligheidsraad Verenigde Naties
- Resolutie 1222 Veiligheidsraad Verenigde Naties (1999)

Lijst ·  1147 ·  1148 ·  1149 ·  1150 ·  1151 ·  1152 ·  1153 ·  1154 ·  1155 ·  1156 ·  1157 ·  1158 ·  1159 ·  1160 ·  1161 ·  1162 ·  1163 ·  1164 ·  1165 ·  1166 ·  1167 ·  1168 ·  1169 ·  1170 ·  1171 ·  1172 ·  1173 ·  1174 ·  1175 ·  1176 ·  1177 ·  1178 ·  1179 ·  1180 ·  1181 ·  1182 ·  1183 ·  1184 ·  1185 ·  1186 ·  1187 ·  1188 ·  1189 ·  1190 ·  1191 ·  1192 ·  1193 ·  1194 ·  1195 ·  1196 ·  1197 ·  1198 ·  1199 ·  1200 ·  1201 ·  1202 ·  1203 ·  1204 ·  1205 ·  1206 ·  1207 ·  1208 ·  1209 ·  1210 ·  1211 ·  1212 ·  1213 ·  1214 ·  1215 ·  1216 ·  1217 ·  1218 ·  1219